# NGC 7062
NGC 7062 is een open sterrenhoop in het sterrenbeeld Zwaan. Het hemelobject werd op 19 oktober 1788 ontdekt door de Duits-Britse astronoom William Herschel.

## Synoniemen
- OCL 205